# Mie Augustesen
Mie Augustesen (født 19. juli 1988 i Vejle) er en tidligere dansk håndboldspiller der spillede som venstre fløj. Hun har tidligere spillet for Randers HK, Thüringer HC, København Håndbold og Herning-Ikast Håndbold. Hun stoppede karrieren efter sæsonen 2018/19.
Hun begyndte at spille håndbold i Daugård Idrætsforening ved Vejle. Augustesen fik debut på det danske A-landshold den 16. oktober 2007. Hun blev af landstræner Jan Pytlick udtaget til Europamesterskaberne 2010 på hjemmebane. I de første 5 kampe i turneringen var Augustesen Danmarks topscorer. 16. december, samme dag som Danmark skulle møde landsholdet fra Montenegro i den sidste kamp før semifinalen, måtte hun udgå af turneringen på grund af en træthedsbrud i venstre fod. Holdkammeraten og fløjkollegaen fra Randers, Gitte Aaen blev indkaldt som erstatning. På det tidspunkt havde Augustesen i alt spillet 54 kampe og scoret 195 mål for nationalmandskabet.
Hun var med til at vinde det danske mesterskab tilbage i 2015, sammen med FC Midtjylland Håndbold, efter finalesejre over Team Esbjerg.